# Boismont (Somme)
Boismont é uma comuna francesa na região administrativa de Altos da França, no departamento de Somme. Estende-se por uma área de 15,57 km². Em 2010 a comuna tinha 487 habitantes (densidade: 31,3 hab./km²).